# Ле, Виктор Хакович
Виктор Хакович Ле (род. 10 ноября 2003, Москва) — российский футболист, полузащитник вьетнамского клуба «Хонглинь Хатинь».

## Биография
Родился в семье русской и вьетнамца.
Воспитанник московских академий «Спартака» и «Торпедо». В феврале 2021 года стал игроком ЦСКА. В оставшейся части сезона 2020/21 провёл за команду 13 матчей и забил 2 гола в юношеской лиге, а в сезоне 2021/22 отыграл 25 матчей и забил 2 гола за молодёжную команду клуба и стал чемпионом М-лиги.
В январе 2023 года в качестве свободного агента перешёл во вьетнамский «Биньдинь». Дебютировал за команду 3 февраля в 1-м туре чемпионата Вьетнама, отыграв 55 минут.
В феврале 2024 года перешёл в «Хонглинь Хатинь», также выступающий в высшей лиге Вьетнама.